# تاگو مبوریشویلی
تاگو مبوریشویلی (به گرجی: ტაგუ ვარდენის ძე მებურიშვილი) (زاده ۲۸ آگوست ۱۹۳۴، پرتا، شهرداری وانی - درگذشت ۱۰ آوریل ۲۰۰۷، تفلیس) شاعر گرجی بود.
در ۱۹۵۷ مبوریشویلی از دانشکده زبان و ادبیات گرجی انستیتوی آموزشی کوتائیسی فارغ‌التحصیل شد. نخستین سروده و شعر او در سال ۱۹۵۶ منتشر شد. در سال ۱۹۶۶ نخستین مجموعه شعر خود را با عنوان خورشید طلوع می‌کند منتشر کرد. وی علاوه بر آثار شعری خود، به کار ترجمه و ویراستاری هم مشغول بود و به طور فعال در زمینه شعر کودک فعالیت می‌کرد. آثار وی به روسی، ارمنی و تاتاری ترجمه شده است.